# 에우스밀루스
에우스밀루스(Eusmilus)는 님라부스과의 검치호랑이로, 에오세에 유럽에 출현한 이후 올리고세를 거치면서 북아메리카로 퍼져나갔다. 체구는 현생 표범 정도 크기였다.
에우스밀루스는 님라부스과 중에서 바보우로펠리스 다음으로 검치가 컸으며, 하악익도 길게 발달되어 있다.